# Бохарина
Бохарина (словен. Boharina) је насељено место у општини Зрече, Савињска регија, Словенија.

## Историја
До територијалне реорганизације у Словенији била је у саставу старе општине Словенске Коњице.

## Становништво
У попису становништва из 2011. године, Бохарина је имала 227 становника.
| Број становника према пописима | Број становника према пописима | Број становника према пописима |
| ------------------------------ | ------------------------------ | ------------------------------ |
| 1991                           | 2002                           | 2011                           |
| 193                            | 208                            | 227                            |

Напомена: Године 2004. извршена је мала размена територије између насеља Бохарина и Лошка Гора при Зречах.